# Добромыслово
Добромыслово (каз. Добромыслово) — исчезнувшее село в Иртышском районе Павлодарской области Казахстана.

## Географическое положение
Располагалось в 4 км к востоку от села Тохта в урочище Курколь.

## История
Село Добромыслово основано в 1914 году в урочище Курколь Иртышской волости. Дата упразднения не установлена. Отмечено на карте 1931 г. издания. На карте Генштаба 1985 г. на месте села отмечены развалины.